# Giovanni Marghinotti
Giovanni Marghinotti (né en 1798 à Cagliari et mort dans la même ville en 1865) était un peintre italien néoclassique du XIXe siècle.

## Biographie
Peintre majeur sarde du XIXe siècle, Giovanni Marghinotti naquit à Cagliari en 1798. Il étudia à Rome à l'Accademia di San Luca entre 1822 et 1829. De goût néoclassique-puriste, il sut ajouter à ce dernier une saveur romantique. Les divers portraits de Charles-Félix dans les palais cagliaritains en sont l'exemple. Il réalisa aussi des toiles à thème religieux dans diverses églises sardes. Il fut apprécié aussi en dehors de l'île. Il fit les portraits de princes et rois de Savoie.
Il reçut la chaire de dessin et de peinture de l'Accademia Albertina de Turin en 1847 où il enseigna jusqu'en 1856. À cette époque, il participa à toutes les expositions de la Société promotrice des beaux-arts.
Il se rendit à Madrid en 1852 où il a offert un portrait du roi Victor-Emmanuel II et une madone au roi consort d'Espagne. En 1854, au cours d'un second voyage à Madrid, il fut nommé chevalier de l'ordre de Charles III d'Espagne.
Il mourut à Cagliari en 1865 où il était revenu en 1856 et où il était apprécié comme portraitiste.
Ses toiles sont exposées au musée de Sassari ainsi que dans la galerie municipale de Cagliari.

## Œuvres
- Sentinelle grecque et Femme appuyée (paire) (1831),
- Annonciation (1833), église dell'Annunziata, Cagliari
- Cène à Emmaus, église Sant'Eulalia, Cagliari
- Communion des trois rois mages et Sainte Cène, Dôme d'Oristano
- Carlo Felice munifico protettore delle Belle Arti in Sardegna (1830), huile sur toile de 300 × 550 cm,  Palazzo di Città, Cagliari.
- Dernière Cène (1838), autel du Saint Sacrement, Cathédrale d'Ozieri.
- Portrait de Giovanni Dexart juriste sarde (v.1840), huile sur toile, Palazzo Reale, Galleria del Daniele, Turin.
- Etude préparatoire pour le visage de Saint-Joseph, huile sur toile de48 × 38 cm, pinacothèque Mus'a al Canopoleno[1].
- Saint-Joseph et l'enfant Jésus (1850), réalisée pour 500 livres pour l'église Saint-Maurice de Bourg-Saint-Maurice (Savoie)[1].
- La vierge du Rosaire,  église Saint-Maurice de Bourg-Saint-Maurice (Savoie)[1].
- Portrait de l'ingénieur Carlo Marghinotti (1855), huile sur toile de 63 × 46 cm, collection privée, Sassari.
- Portrait du vice-roi Ritratto Giuseppe Galleani d'Agliano (1830-1840), Palazzo Regio, Cagliari.

Museo d’Arte, Sassari.
- Buste de jeune fille, huile sur papier de 45 × 55 cm.
- Panattara di Cagliari, huile sur toile de 100 × 123 cm.
- Femme au masque, huile sur toile de 41 × 50 cm.
- Rigattiere di Cagliari, huile sur toile de 100 × 125 cm.

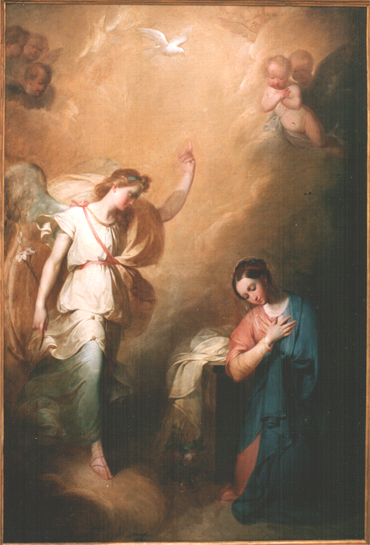
L'Annonciation (1833)
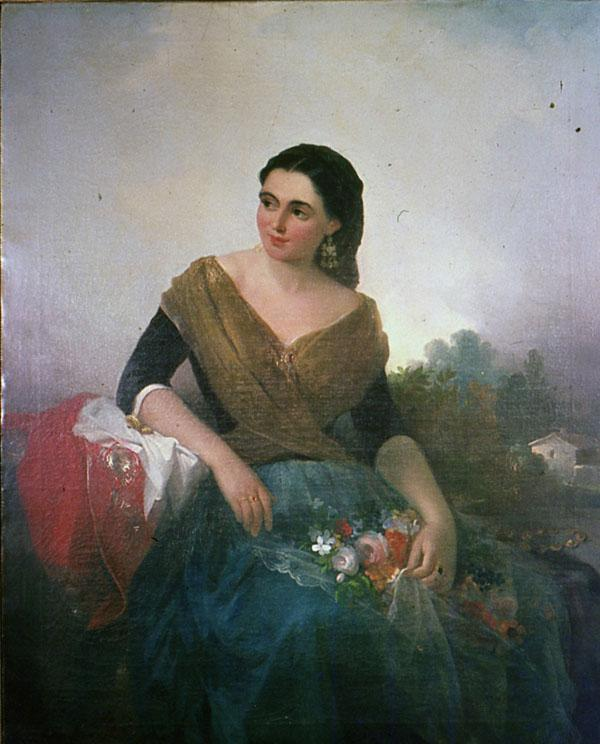
Panattara di Cagliari
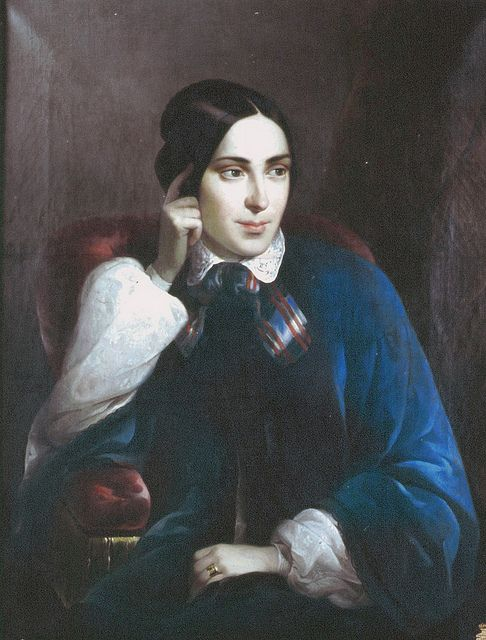
La reine Adélaïde de Habsbourg-Lorraine (1850)
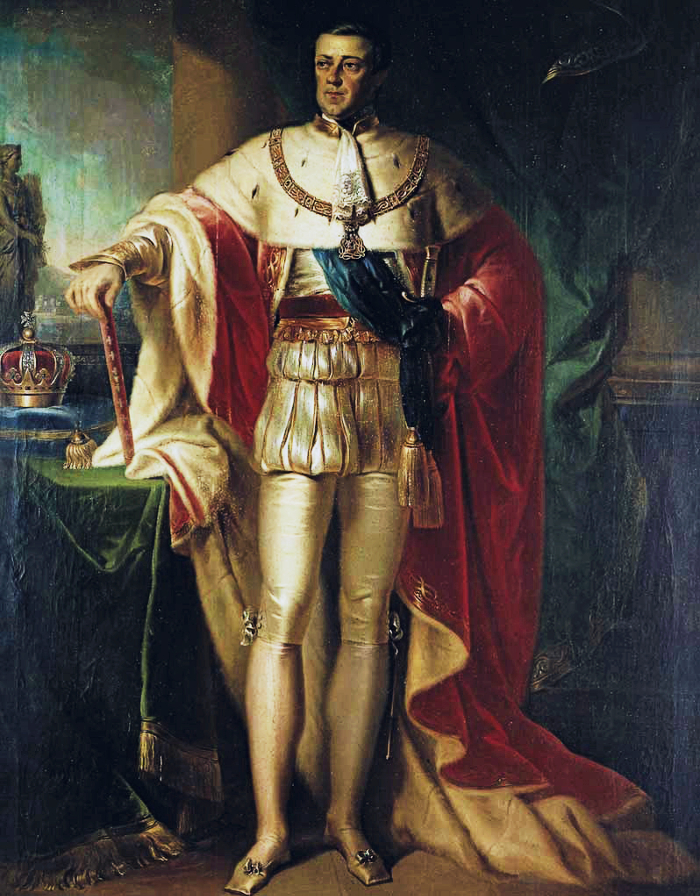
Le roi Charles-Albert (1841)